# Hector Faubel
Hector Faubel (* 10. srpna 1983 v Lliria) je španělský motocyklový závodník, účastník mistrovství světa silničních motocyklů s číslem 55.

## Kariéra
Závodní kariéru zahájil v 10 letech na minibicích. V roce 1998 vyhrál Aprilia Cup a o rok později se představil na mistrovství ve Španělsku v kategorii 125cc. Svůj debut absolvoval ve třídě 250 cm³. V roce 2006 zvítězil v Turecku a ve Valencii a celkově skončil třetí. V roce 2007 útočil na titul. Získal 5 vítězství a celkově 13 pódií, ale to mu stačilo jen na druhé místo za jeho týmovým kolegou Gáborem Talmácsim.

## Statistika
| Rok    | Kategorie | Motocykl | Závody | Vítězství | Pódia | Pole positions | Body | pozice |
| ------ | --------- | -------- | ------ | --------- | ----- | -------------- | ---- | ------ |
| 2000   | 125 cc    | Aprilia  | 2      | 0         | 0     | 0              | -    | -      |
| 2001   | 250cc     | Aprilia  | 2      | 0         | 0     | 0              | -    | -      |
| 2002   | 250cc     | Aprilia  | 16     | 0         | 0     | 0              | 14   | 23.    |
| 2003   | 250cc     | Aprilia  | 16     | 0         | 0     | 0              | 34   | 13.    |
| 2004   | 250cc     | Aprilia  | 14     | 0         | 0     | 0              | 31   | 17.    |
| 2005   | 125cc     | Aprilia  | 16     | 0         | 3     | 0              | 113  | 9.     |
| 2006   | 125cc     | Aprilia  | 16     | 2         | 5     | 0              | 197  | 3.     |
| 2007   | 125cc     | Aprilia  | 17     | 5         | 13    | 2              | 277  | 2.     |
| 2008   | 250cc     | Aprilia  |        |           |       |                |      |        |
| Celkem |           |          | 99     | 7         | 21    | 2              | 666  |        |

|                                | 250cc                            | 125cc                           |
| ------------------------------ | -------------------------------- | ------------------------------- |
| První Grand Prix               | A-Style Grand Prix of Japan 2002 | Gran Premio de Espaňa 2000      |
| První Pole Position            |                                  | Gran Premio D'Italia Alice 2007 |
| První nejrychlejší kolo závodu |                                  | Grande Premio de Portugal 2005  |
| První pódium                   |                                  | Grande Premio de Portugal 2005  |
| První vítězství v Grand Prix   |                                  | Grand Prix of Turkey 2006       |